# NGC 2289
NGC 2289 (również PGC 19716 lub UGC 3560) – galaktyka soczewkowata (S0), znajdująca się w gwiazdozbiorze Bliźniąt. Odkrył ją William Herschel 4 lutego 1793 roku.